# Епархия Санту-Андре
 Епархия Санту-Андре  (лат. Dioecesis Sancti Andreae in Brasilia) — епархия Римско-Католической церкви с центром в городе Санту-Андре, Бразилия. Епархия Санту-Андре входит в митрполию Сан-Паулу. Кафедральным собором епархии Санту-Андре является церковь Пресвятой Девы Марии Кармельской.

## История
18 июля 1954 года Святой Престол учредил епархию Санту-Андре, выделив её из архиепархии Сан-Паулу.

## Ординарии епархии
- епископ Jorge Marcos de Oliveira (26.07.1954 — 29.12.1975);
- епископ Клаудиу Хуммес (29.12.1975 — 29.05.1996) — назначен архиепископом Форталезы;
- епископ Décio Pereira (21.05.1997 — 5.02.2003);
- епископ José Nelson Westrupp (1.10.2003 — по настоящее время).

## Источник
- Annuario Pontificio, Ватикан, 2005.